# アリストマコス
アリストマコス （古希: Ἀριστόμαχος, Aristomachos） は、ギリシア神話の人物である。主に、
- タラオスの子
- ヘーラクレイダイの1人

が知られている。以下に説明する。

## タラオスの子
このアリストマコスは、アルゴス王タラオスとリューシマケーの子で、アドラストス、パルテノパイオス、プローナクス、メーキステウス、エリピューレーと兄弟。ヒッポメドーンの父。ヒッポメドーンはテーバイ攻めの七将の1人とされる。

## ヘーラクレイダイの1人
このアリストマコスは、ヘーラクレイダイの1人。ヒュロスとイオレーの子クレオダイオスの子で、テーメノス、クレスポンテース、アリストデーモスの父。アリストマコスはヒュロスに続いてペロポネーソスへの帰還を企て、デルポイの神託を授かったが、神託の解釈を取り違え、オレステースの子ティーサメノスとの戦争に敗れて死んだ。